# Prosciurillus leucomus
Prosciurillus leucomus es una especie de roedor de la familia Sciuridae.

## Distribución geográfica
Es endémica de Célebes, Muna, Kabeana, Buton e islotes adyacentes (Indonesia).